# تيكس مكدونالد
تيكس مكدونالد (بالإنجليزية: Tex McDonald)‏ هو لاعب كرة قاعدة أمريكي، ولد في 31 يناير 1891 في فارمرزفيل في الولايات المتحدة، وتوفي في 31 مارس 1943 في هيوستن في الولايات المتحدة.

## وصلات خارجية
- تيكس مكدونالد على موقع دوري كرة القاعدة الرئيسي (الإنجليزية)
- تيكس مكدونالد على موقعبيزبول رفرنس.كوم (الدوري الرئيسي) (الإنجليزية)